# Bireme
Una bireme è un tipo di imbarcazione a vela e a remi, diffusa principalmente nell'età classica: si trattava di un'imbarcazione, prevalentemente destinata a usi militari, con la particolarità di avere una doppia fila di remi su ogni fiancata, da cui deriva il nome.

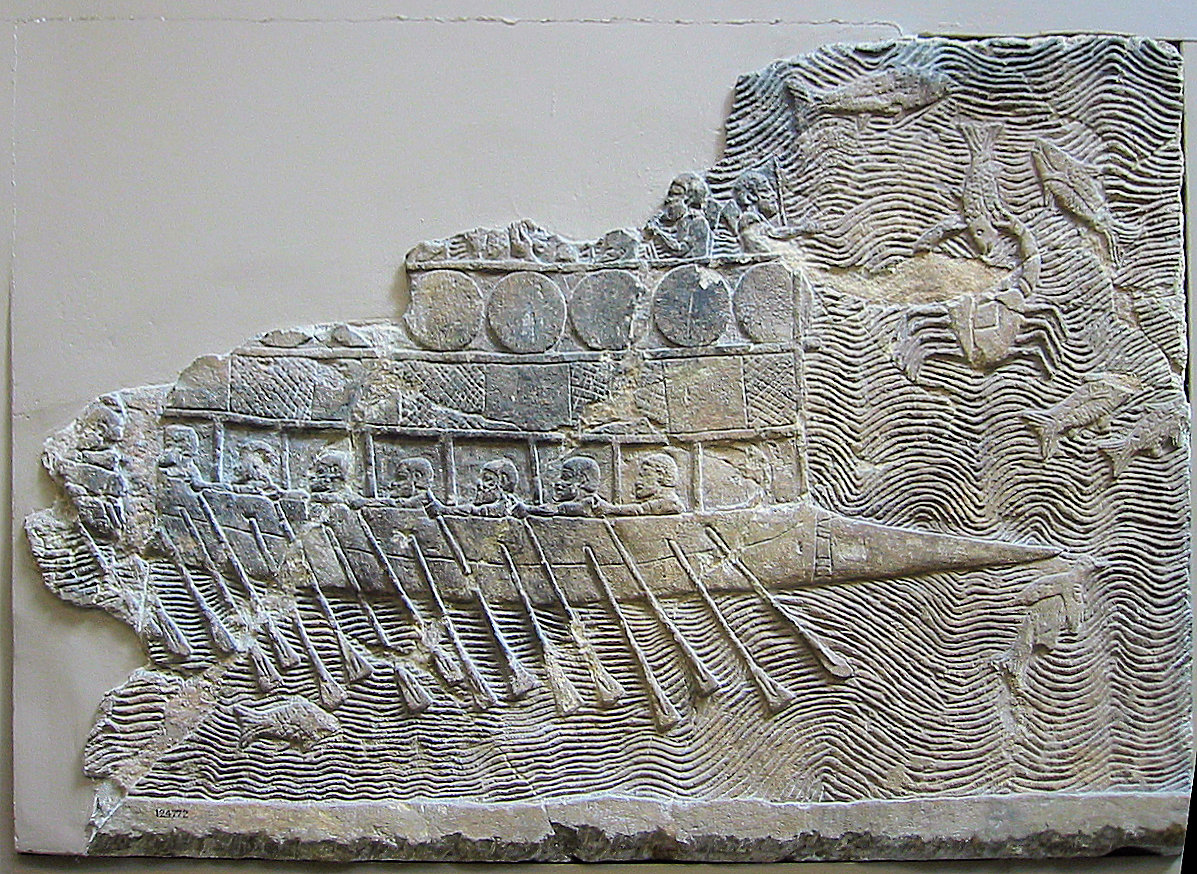
Un bassorilievo assiro del 700-692 a.C. raffigurante un'antica bireme.

## Descrizione
La bireme era un'imbarcazione a scafo sottile e snello, generalmente lungo circa 50 metri, e dotata di un unico albero a vela singola e rettangolare; ogni fiancata aveva due file di remi (in totale 50, 25 per lato), manovrati da rematori che sedevano tutti sullo stesso ponte.
La bireme era una diretta evoluzione della pentecontera, nave dotata di un'unica fila di rematori per fiancata, e a sua volta evolvette poi nella trireme, dove le file di rematori erano tre per lato. Probabilmente inventata dai Fenici e raffigurata per la prima volta su alcuni bassorilievi assiri dell'VIII secolo a.C., la bireme fu utilizzata come unità militare fino alla fine dell'età romana e nel corso della prima età bizantina; dalla bireme evolvettero poi altri tipi di imbarcazioni usati nel periodo medioevale, come il dromone e la galea.